# Sept haï-kaïs
Vous lisez un « article de qualité » labellisé en 2014.
Pour l'œuvre de Messiaen, voir Sept haïkaï.
Sept haï-kaïs est un cycle de mélodies de Maurice Delage pour soprano et ensemble de musique de chambre avec flûte, hautbois, clarinette en si, piano et quatuor à cordes. L'œuvre porte parfois le numéro d'op. 9, dans le catalogue des œuvres du compositeur.
Composée en 1924 sur des tankas et des haïkus classiques, traduits du japonais par le compositeur, l'œuvre a été créée le 16 février 1925 par Jane Bathori, sous la direction de Darius Milhaud, lors d’un concert de la Société musicale indépendante (SMI). Cette société de concerts avait été fondée en 1909 par Maurice Ravel et d'autres amis de Delage, pour s'affranchir des restrictions liées aux formes et aux styles des œuvres programmées par la Société nationale de musique (SNM).
Plus brèves et plus complexes que les Quatre poèmes hindous créés en 1914, ces mélodies en prolongent l'esthétique « de la plus haute exigence intellectuelle et d'un souci poussé à l'extrême de la litote ».
Moins célèbres que les Trois poésies de la lyrique japonaise de Stravinsky (1913), dont la traduction en français était déjà de Maurice Delage, les Sept haï-kaïs représentent un trait d'union culturel entre la musique japonaise et la musique française contemporaine, et sont considérés comme le chef-d'œuvre de la maturité de leur auteur.

## Présentation

### Titres et dédicaces
1. – Préface du Kokinshū (Ki no Tsurayuki), dédié à Mme Louis Laloy,
Vif quasi una cadenza ( = 108), à 
 puis Andantino ( = 66), à 
[note 1] ;
2. – « Les herbes de l'oubli… », dédié à Andrée Vaurabourg (future épouse d’Arthur Honegger),
Larghetto ( = 76), à 
 ;
3. – « Le coq… », dédié à Jane Bathori (créatrice de l'œuvre),
Modéré ( = 88), à 
 ;
4. – « La petite tortue… », dédié à Mme Fernand Dreyfus (la mère de Roland-Manuel),
Lent ( = 60), à 
 ;
5. – « La lune d'automne… », dédié à Suzanne Roland-Manuel (l'épouse de Roland-Manuel),
Agité ( = 176), à 
 (
) ;
6. – « Alors… », dédié à Denise Jobert (la fille de l’éditeur Jean Jobert),
Larghetto ( = 72), à 
 ;
7. – « L'été… », dédié à Georgette Garban (l'épouse de Lucien Garban),
Calme ( = 60), à 
 puis .

Les sept mélodies sont enchaînées. Lors d'un concert à Genève, en avril 1929, le compositeur a pris soin de préciser : « L'auteur prie de ne pas interrompre ces sept courts morceaux : l'enchaînement tonal a été prévu ». L'exécution dure un peu plus de cinq minutes.

### Contexte: Orient-Occident
Comme nombre d'artistes au début du XXe siècle, Maurice Delage montrait un goût prononcé pour les arts du Japon. Le jeune compositeur, bénéficiant de l'aide financière de son père, entreprit ainsi un voyage en Inde et au Japon à la fin de 1911. Il y séjourna durant l’année 1912. Cependant, il n’a pratiquement rien confié de ses souvenirs, sinon à ses plus proches amis. Dans la biographie qu'il lui a consacré, Philippe Rodriguez regrette que le musicien n'ait « jamais rien dit ni écrit en particulier sur le séjour qu'il fit au Japon : du moins rien ne subsiste ».
Parmi les amis privilégiés du compositeur, Igor Stravinsky partagea bientôt le même enthousiasme pour la culture japonaise, mettant provisoirement de côté la composition du Sacre du Printemps pour mettre en musique Trois poésies de la lyrique japonaise que Maurice Delage avait traduit à son intention. Le premier poème, Akahito, lui fut dédié comme Delage dédiait au grand compositeur russe le dernier de ses Quatre poèmes hindous, Jeypur.
L'intérêt qu'il portait envers la musique traditionnelle japonaise amena Maurice Delage à organiser un concert lorsqu’en 1925, un virtuose du shamisen, Sakichi Kineya IV, vint à Paris. Selon le témoignage de Jirohachi Satsuma, « l'avis de Ravel et de Delage [était] d’organiser une réception de bienvenue en l’honneur de Sakichi et sa femme, au domicile du pianiste [Henri] Gil-Marchex. Sakichi joua, revêtu d’un manteau rouge, devant un paravent doré. Ravel et Delage furent captivés par ce concert ».

### Instrumentation
Deux versions des Sept haï-kaïs ont été publiées, et sont également interprétées en concert : la première pour chant et ensemble instrumental en 1924, et la seconde en 1926, pour chant et piano. À la demande du compositeur, l'artiste japonais Foujita réalisa une illustration pour la couverture de cette version de la partition.
L'accompagnement instrumental est très raffiné. Jean-Pierre Bartoli considère l'instrumentation « raréfiée et insolite ». Hormis l'usage de la technique sérielle, toutes les qualités de cette œuvre essentiellement mélodique se retrouvent dans celles d'un compositeur que Delage ne connaissait pas, Anton Webern.
L'écriture témoigne d'une exigence accrue par rapport aux Quatre poèmes hindous de 1912, dans la même mesure où les Chansons madécasses de Ravel, en 1926, allaient « plus loin » que ses Trois poèmes de Mallarmé de 1913. Les quatre œuvres en question sont rigoureusement contemporaines et, toujours selon Jean-Pierre Bartoli, les Sept haï-kaïs, « ces brèves et fines miniatures, peut-être inspirées par le cycle de Stravinsky, ont sans doute stimulé Ravel pour la composition de ses Chansons madécasses ».
Le tableau suivant rend compte de cette tendance commune vers une instrumentation plus légère :
| Instrumentation des cycles de mélodies |                                     |                                        |                         |
| Œuvres de Maurice Delage               | Œuvres de Maurice Delage            | Œuvres de Maurice Ravel                | Œuvres de Maurice Ravel |
| Quatre poèmes hindous                  | Sept haï-kaïs                       | Trois poèmes de Mallarmé               | Chansons madécasses     |
| Flûte                                  | flûte                               | flûte                                  | flûte                   |
| Petite flûte                           |                                     | 2e flûte (aussi petite flûte)          |                         |
| Hautbois (aussi cor anglais)           | hautbois                            |                                        |                         |
| Clarinette                             | clarinette (aussi clarinette basse) | clarinette                             |                         |
| Clarinette basse                       |                                     | 2e clarinette (aussi clarinette basse) |                         |
| Harpe                                  | piano                               | piano                                  | piano                   |
| 1er violon                             | violon (aussi alto)                 | 1er violon                             |                         |
| 2d violon                              |                                     | 2d violon                              |                         |
| Alto                                   |                                     | alto                                   |                         |
| Violoncelle                            | violoncelle                         | violoncelle                            | violoncelle             |

## Aperçu de l’œuvre

### Poèmes
Le haï-kaï, qui signifie « caractère badin » en référence à son esprit généralement teinté d'humour, est une forme poétique apparue à la cour impériale du Japon de Nara, au VIIIe siècle, et qui connut son âge d'or à Heian-kyō, à partir du IXe siècle. D'abord représentée par le tanka, « poème court » de 31 syllabes réparties sur cinq vers (5.7.5.7.7), cette poésie donna naissance au haïku moderne, par un phénomène d'« effritement » du poème précédent pour s'en tenir aux trois premiers vers, soit 17 syllabes (5.7.5).
Gaston Renondeau observe que cette forme « connut une vogue sans pareille, à partir de la fin du XVe siècle ». En fait, « cette pratique n'a jamais cessé et se poursuit encore aujourd'hui ». D'autre part, le caractère léger des poèmes n'empêche nullement la profondeur. Philippe Rodriguez estime que « le nombre limité de mots concentre l'énergie du poème, véritable vision animiste de la nature ».
Ainsi, « les premières lignes sont chargées de toute une symbolique, propre à retenir l'attention de Delage, et constituent le premier des Sept haï-kaïs ».

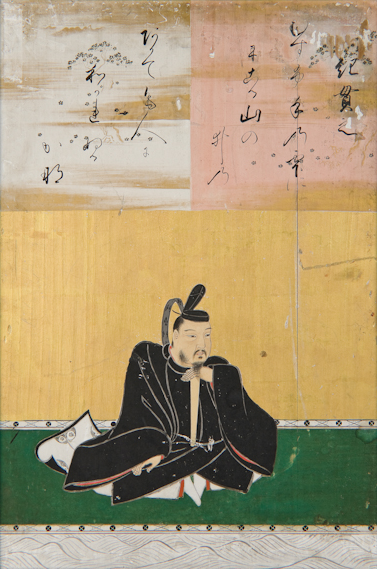
Ki no Tsurayuki, auteur du premier haï-kaï retenu par le compositeur — portrait imaginaire par Kanō Tannyū (XVIIe siècle).

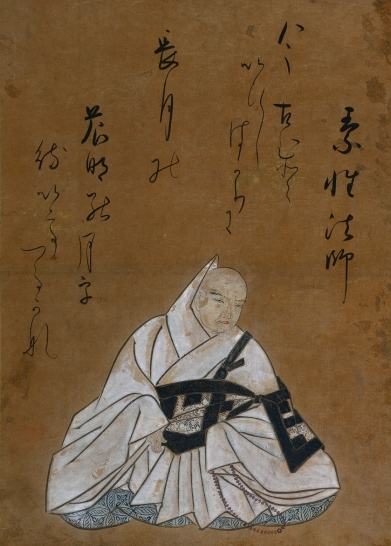
Le moine Sosei, auteur du second haï-kaï retenu par le compositeur — portrait imaginaire par Shōkadō Shōjō (XVIIe siècle), musée des Beaux-Arts de Cleveland.

I. Préface du Kokinshū

« Si tu écoutes la chanson du rossignol dans les fleurs ou du crapaud dans l'eau, tu sauras que nul être ne peut vivre sans un jour chanter. »

II. « Les herbes de l'oubli… »

« Les herbes de l'oubli,
je me demandais
d'où venaient leurs graines.
Je sais maintenant qu'elles naissent
au cœur sans pitié de mon amie. »

III. « Le coq… »

« Flaque d'eau sans un pli —
le coq qui boit et son image
se prennent par le bec. »

IV. « La petite tortue… »

« La petite tortue rampe
— lentement, lentement —
et j'en ai peine,
sans penser que moi-même
j'avance tout comme elle ! »

V. « La lune d'automne… »

« De la blanche étoffe
des vagues écumant
sur la mer déchaînée,
la lune d'automne
sort comme d'une robe. »

VI. « Alors… »

« Elles s'épanouissent — alors
on les regarde — alors
les fleurs se flétrissent — alors… »

VII. « L'été… »

« L'été dans la montagne —
le crépuscule sur les cèdres —
on entend la cloche d'une lieue… »

### Traductions
Maurice Delage avait appris le japonais, en préparation de son voyage de 1912. Il maîtrisait suffisamment les subtilités du langage poétique pour traduire lui-même les poèmes qu'il mit en musique, comme il l'avait fait pour les Trois poésies de Stravinsky, en 1913. En retenant des tankas du Kokinshū et d'autres anthologies poétiques, il a cependant omis de préciser les noms des auteurs.

Sa traduction, inspirée de celles de l'orientaliste Paul-Louis Couchoud, selon Michaël Andrieu, est également très personnelle. Le compositeur organise parfois les vers selon une disposition plus appropriée pour leur mise en musique. À titre d'exemple, l'Anthologie de la poésie japonaise classique publiée par Gaston Renondeau donne la traduction suivante pour le second haï-kaï, du moine Sosei : 

« Je me demandais
ce qui pourrait servir de graine
à l'« herbe d'oubli » ?
Et voici que c'était le cœur
d'une personne cruelle,. »

L'expression « herbe d'oubli », ou « fleur d'oubli », correspond à une traduction mot-à-mot du japonais wasure gusa, qui désigne la belle de jour ou le lys d'un jour. Les poètes classiques japonais usaient volontiers de ces doubles sens.

### Parcours musical
Les mélodies sont très brèves : dans l'édition pour chant et piano, chacune tient sur deux pages, à l’exception de la première, dont le prélude instrumental occupe une page entière. La quatrième mélodie (« La petite tortue… ») ne fait que dix-sept mesures — c’est-à-dire le nombre de syllabes du haïku japonais. Cette mélodie inspirait à Roland-Manuel le commentaire suivant, d'une fine justesse : « Que votre modestie, Maurice Delage, ne vous fasse pas oublier certaine fable de La Fontaine. Vous vous hâtez lentement, sans doute, mais aucun de vos pas n'est perdu. Combien de lièvres vous envient ! »
L'harmonie est presque constamment « piquée » de fines dissonances expressives. Pour le savoureux haïku de la troisième mélodie (« Le coq… »), les instruments donnent de véritables « coups de bec » en appogiatures, dans un esprit proche de celui des Histoires naturelles de Ravel. Selon Michaël Andrieu, « l'écriture de Maurice Delage est simple et raffinée, le compositeur restant toujours attentif aux équilibres entre les timbres pour créer des atmosphères » :

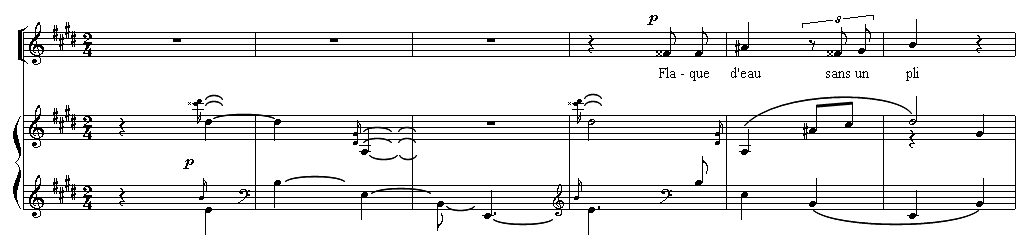
Premières mesures du « Coq ».

Dans l'ensemble, les pièces offrent de beaux contrastes de sonorités, mais aussi de mouvement : la préface — vif et quasi una cadenza — s'enchaîne sur un andantino revêtu d'une riche parure pour l'évocation soutenue de « la voix du rossignol dans les fleurs ». « Les herbes de l'oubli… » suivent le cours d'une phrase bien prononcée, larghetto. Le mouvement du « Coq » est modéré, avec un peu d'animation sur la fin. « La petite tortue… » avance (naturellement) sur un rythme lent. « La lune d'automne… » s'élève sur un mouvement de vagues et d'écume agité. « Alors… » revient au larghetto de la seconde mélodie, et « L'été… » se déploie dans le calme. Toute la fin est librement lente, dim. e morendo, avec la liberté de laisser résonner les instruments le plus profondément possible.
Philippe Rodriguez compare cette succession de poèmes aux étapes d'un « véritable voyage intérieur ».

## Création
La création eut lieu le 16 février 1925, lors d’un concert de la SMI, salle Érard. Les mélodies étaient interprétées par Jane Bathori, sous la direction de Darius Milhaud.
Maurice Delage avait obtenu l'accord de la chanteuse dès la fin de l'année précédente. Dans une lettre du 27 septembre 1924, il lui écrivait ainsi : « Mon éditeur a dû vous faire parvenir mes sept petits machins, dans l'espoir que vous voudrez bien vous y intéresser. […] C'est bien un peu simplet pour votre grande virtuosité, mais ça peut vous tenter d'en faire quelque chose de bien ».

### Accueil critique
Les Sept haï-kaïs n'obtinrent qu'un succès mitigé, la critique musicale restant majoritairement décontenancée par la brièveté des mélodies. Gustave Samazeuilh mentionna seulement « les très brefs mais très musicaux chants japonais ». Dans son article pour le Ménestrel, Paul Bertrand résumait le sentiment du public en général, voyant dans le cycle vocal « une succession d'esquisses souvent charmantes mais extrêmement brèves, si brèves qu'aucune impression n'a le temps de s'affirmer pour chacune d'elles… »
Parmi les premiers critiques appelés à rendre compte de l'œuvre, Roland-Manuel fit preuve de plus de compréhension, reconnaissant combien l'effort d'attention demandé à l'auditeur était peu de choses en regard des mérites de la partition : « On sait que cet artisan japonais est l'homme du monde le plus avare de son talent. Il ne rompt le silence qu'à de longs intervalles et ne nous dit chaque fois que peu de mots. Mais chacun de ces mots est lourd de sens ; mais chacune de ses syllabes écarte pour nous les battants des portes du songe ».

### Reprises
Malgré cet accueil plutôt tiède en première audition, les Sept haï-kaïs furent donnés en concert à plusieurs reprises, avec un succès grandissant. Un compte rendu anonyme de la Revue musicale, en 1926, présentait l'œuvre en ces termes : « le quatuor à cordes, la flûte, la clarinette, le hautbois, aidés du piano, s'unissent ici pour la plus fantastique alchimie, un prodige de sonorités où le magicien Delage va plus loin dans la fine poésie des timbres que nul autre enchanteur. C'est une goutte précieuse et toute menue qu'il nous montre : la musique est réduite au plus secret de sa quintessence. Mais, dans une goutte d'eau ensoleillée, l'on trouve aussi l'arc-en-ciel ».
En avril 1929, les organisateurs du VIIe festival de la Société internationale pour la musique contemporaine présentèrent l'œuvre à Genève, interprétée par Madeleine Grey sous la direction d'Ernest Ansermet. À la suite de ce concert, Aloys Mooser accorda de nouveaux éloges aux Sept haï-kaïs, « ciselés avec un art subtil et raffiné. En quelques traits, ces petites pièces créent une atmosphère singulièrement expressive ». En 1937, Madeleine Grey reprend l'œuvre lors d'un concert du Triton, après la création du Quatuor à cordes no 2 d'Arthur Honegger.
Lors d'une reprise de l'œuvre en 1957, sous la direction de Tony Aubin, René Dumesnil fit observer que « l'économie de moyens n'embarrasse pas plus Delage que l'ampleur, et c'est, quel que soit l'effectif des exécutants, une même sûreté. Rien d'inutile, mais tout ce qui peut le mieux traduire pensée, sentiment ou impression subtils, faire naître dans l'esprit de l'auditeur l'écho d'une idée que la musique seule est capable d'éveiller — quand elle est écrite par un magicien comme lui ».
Témoignage autrement éloquent de la reconnaissance des Sept haï-kaïs, plus de vingt ans après la mort du compositeur, leur création au Japon eut lieu le 20 juillet 1985, au Sogetsu Hall, dans un concert du festival d’été de Tokyo, parmi des œuvres de Maurice Ravel, Igor Stravinsky et Dmitri Chostakovitch.

## Analyse musicale
Philippe Rodriguez place les Sept haï-kaïs parmi les œuvres les plus avancées de son époque : « Au moment où Falla écrit son ascétique Retable de Maître Pierre, où Schönberg signe ses Cinq pièces opus 23, où Roussel se tourne lui aussi vers l'Orient avec Padmâvatî, les Haï-kaïs s'inscrivent dans cet univers comme sept étoiles brillantes dans un ciel d'améthyste », et « sourdent du plus profond de l'être, comme une nécessité intérieure ».
Comparant les deux versions de l'œuvre, pour chant et piano ou avec ensemble instrumental, Marius Flothuis considère que « la version orchestrale respecte sans doute davantage l'idée du compositeur ». La version avec piano est, en effet, plus difficile à réaliser — pour la Préface en particulier :

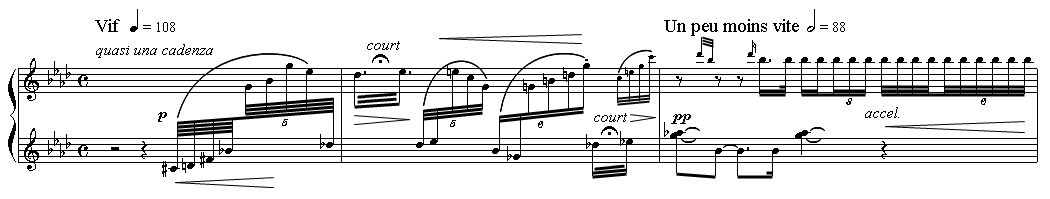
Premières mesures de la Préface.

Une modulation caractéristique, reprise comme une citation dans le cycle In morte di un samouraï de 1950, a retenu l'attention de Marius Flothuis. Au début de « L’été… », les deux premiers accords présentent une double fausse relation (de do vers si, et de sol vers sol), suivie d'une quarte insistante dans le grave, que le musicologue interprète comme « une double pédale (si + mi) ». Cet accord, évoquant le battement lointain de la cloche du temple, est entendu douze fois en seulement neuf mesures, toujours à contretemps de la mélodie :

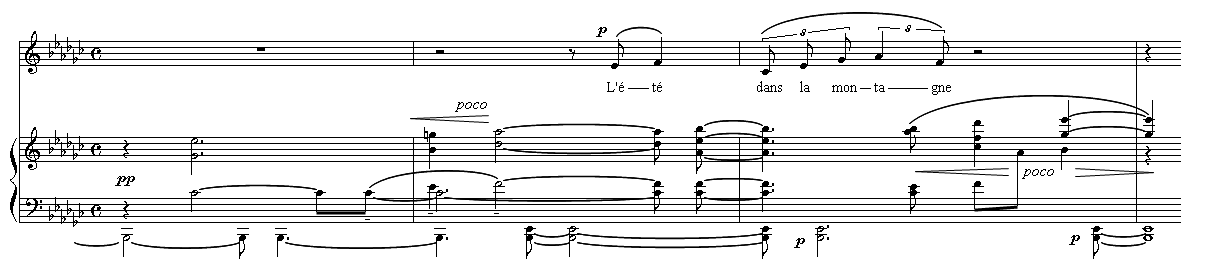
Premières mesures de « L’été… »

## Postérité
Dès le premier article consacré à Maurice Delage, Roland-Manuel définissait « la situation singulière » du compositeur des Sept haï-kaïs, « avec une rare clairvoyance » selon Philippe Rodriguez : 

« Quand on pénètre dans l'intimité de l'œuvre, on est frappé par l'abondance des richesses qu'elle renferme dans un cadre exigu. On découvre l'astucieuse subtilité d'un artisan qui assouplit la matière rebelle et discipline les formes à la façon d'un sculpteur d'ivoire japonais. »

Pour ses amis, il apparaissait comme une évidence que le compositeur des Quatre poèmes hindous se consacrerait à la poésie la plus concise possible. Dans une certaine mesure, les critiques musicaux avaient également signalé cette tendance vers l'épure. Dès 1923, Paul Bertrand stigmatisait les mélodies de Delage en termes sévères, mais révélateurs : 

« M. Delage fait preuve d'une discrétion un peu excessive […] Si, hantés par le génie de Wagner, trop de compositeurs eurent tendance à imposer à leurs auditeurs des œuvres prétentieuses, d'une ampleur indigeste, beaucoup d'autres, aujourd'hui, étriquent trop volontiers la musique en la ramenant à la conception du tableautin, et même du minuscule objet d'étagère. »

À la suite des Sept haï-kaïs, toute nouvelle œuvre du compositeur présentée en concert devint l'objet de semblables attaques des « critiques musicaux, historiographes et gens de salons parisiens qui, tout au long de sa vie, brocardèrent sa « préciosité », ses « bibeloteries », son manque de souffle et, pour tout dire, ses insuffisances d'artiste timoré ».
Ces critiques, réduisant la musique de Maurice Delage aux seuls Haï-kaïs de 1925, entraînèrent des réactions de soutien de la part de musiciens et de compositeurs autrement sensibles envers ses qualités musicales. C'est ainsi que René Dumesnil salua en 1951 la création d'In morte di un samouraï, œuvre composée sur six haï-kaïs originaux : « Maurice Delage est un maître, on ne demande pour lui qu'un peu de justice ».
En 1959, à l'occasion des quatre-vingts ans du compositeur, Paul Le Flem s'étonnait encore de « la perfection artisanale qui s'efface toujours devant le plaisir apollinien de la musique : la musique et la poésie, voilà qui n'est pas pour nous surprendre. Ce qui déconcerte un peu, ce qui prend l'allure, à mes yeux, d'une injustice criante, c'est la conspiration du silence qui s'est lentement tissée autour de ce musicien qui connaît la valeur du silence, de l'ombre, de la solitude ».
Selon Jean Gallois, qui fut l'un des premiers artisans de la redécouverte du compositeur, les Sept haï-kaïs sont « un chef-d'œuvre indiscutable, indiscuté : ces quelques pages demeurent parmi les plus célèbres du musicien ». Maurice Delage est ainsi devenu, définitivement, « le musicien des haï-kaïs ». Michaël Andrieu tempère toutefois ce jugement définitif, en rappelant que le compositeur « n'est bien souvent reconnu que par une élite ».
L'œuvre porte parfois le numéro d'op.9, dans le catalogue des œuvres du compositeur.

## Discographie
- Sept haï-kaïs — Darynn Zimmer (soprano), Solisti New York, dirigés par Ramson Wilson - CD New Albion Records NA 078 (1995)
- Sept haï-kaïs — Felicity Lott (soprano), Kammerensemble de Paris dirigé par Armin Jordan, Aria Music 592300 (1995)
- Maurice Delage : Les Mélodies — Sandrine Piau (soprano), Jean-Paul Fouchécourt (ténor), Jean-François Gardeil (baryton), Billy Eidi (piano), CD Timpani 1C1045 (1998)
- Maurice Delage : Musique de chambre — Lucienne van Deyck (mezzo-soprano), ensemble instrumental dirigé par Robert Groslot, CD Cyprès CYP2621 (1998)

### Partitions
- Maurice Delage, Sept haï-kaïs, Paris, éditions Jobert, 1924, 21 p.version avec ensemble.
- Maurice Delage, Sept haï-kaïs, Paris, éditions Jobert, 1926version chant et piano.

### Ouvrages généraux
- Michaël Andrieu, Réinvestir la musique : Autour de la reprise musicale et de ses effets au cinéma, Paris, éditions L'Harmattan, 2011, 230 p. (ISBN 978-2-296-45203-9).
- Maurice Coyaud, Fourmis sans ombre, le livre du haïku, Paris, éditions Phébus, coll. « libretto », 1978 (ISBN 978-2-85940-586-1)
- Marius Flothuis, « Exprimer l'inexprimable » : Essai sur la mélodie française depuis Duparc, Amsterdam, Rodopi BV, 1996, 323 p. (ISBN 90-420-0087-2).
- Gaston Renondeau, Anthologie de la poésie japonaise classique, Paris, éditions Gallimard, coll. « Poésie », 1978 (ISBN 2-07-032177-0).
- Kokin wakashū : Recueil de poèmes japonais d'hier et d'aujourd'hui  (trad. du japonais par Michel Vieillard-Baron), Les Belles Lettres, coll. « Japon » (no 44), 2022, 514 p. (ISBN 978-2-251-45308-8).
- Marc Vignal, Dictionnaire de la musique, Paris, Larousse, 2005, 1078 p. (ISBN 2-03-511001-7, lire en ligne), « Maurice Delage », p. 288.

### Monographie
- Philippe Rodriguez, Maurice Delage : La Solitude de l'artisan, Genève, Papillon, coll. « Mélophiles », 2001, 159 p. (ISBN 2-940310-08-4).

### Articles
- Anonyme, « Sept haï-kaïs par Maurice Delage », La Revue musicale, vol. 6,‎ 1926.
- (en) Anonyme, « Critique de l'enregistrement réalisé par Felicity Lott (soprano) et le Kammerensemble de Paris dirigé par Armin Jordan », Fanfare,‎ 1995.
- Marie-Claire Beltrando-Patier, Brigitte François-Sappey et Gilles Cantagrel (dirs.), Guide de la mélodie et du lied, Paris, Fayard, coll. « Les Indispensables de la musique », 1994, 916 p. (ISBN 2-213-59210-1, OCLC 417117290, BNF 35723610), « Maurice Delage », p. 173–175.
- Paul Bertrand, « Concerts divers – Concerts Koussevitzky », Le Ménestrel,‎ 11 mai 1923 (lire en ligne) .
- Paul Bertrand, « Concerts divers – SMI », Le Ménestrel,‎ 27 février 1925 (lire en ligne).
- René Dumesnil, « Compte-rendu du concert du 1er février 1951 », Le Monde,‎ 13 février 1951.
- René Dumesnil, « Compte-rendu du concert de l'Orchestre Radio-Symphonique », Le Monde,‎ 24 septembre 1957.
- Paul Le Flem, « Compte-rendu du concert du 18 novembre 1959 », La Croix,‎ 28 novembre 1959.
- Roland-Manuel, « M. Delage », Revue Pleyel,‎ mars 1925.
- Roland-Manuel, « Compte rendu du concert de la SMI », L'Éclair,‎ 23 mars 1925.
- Aloys Mooser, « Compte-rendu du concert de Genève », Musique,‎ 15 mai 1929.
- François Pouillon (dir.) et Jean-Pierre Bartoli, Dictionnaire des orientalistes de langue française, Paris, éditions Karthala, 2012, 1073 p. (ISBN 978-2-8111-0790-1), p. 292.
- Gustave Samazeuilh, « Compte-rendu du concert de la SMI », La Revue mondiale,‎ 15 mars 1925.
- Michel-Léon Hirsch, Concerts divers, Heugel, 1937 (lire sur Wikisource, lire en ligne), « Concerts divers », p. 8.